# Александър I Балас
Александър I Балас, (на гръцки: Аλέξανδρoς Bάλας) е владетел на Сирийското царство от династията на Селевкидите, управлявал от 150 до 146 г. пр.н.е. Прозвището му Балас (Balas) е семитска дума, вероятно означаваща „господар“. За събития, свързани с него пишат Апиан, Йосиф Флавий, Полибий и Страбон.

## Възцаряване
Според Полибий през 154 – 153 г. пр.н.е. Римският Сенат приема посещенията на младия Атал, Деметрий и Александър Балас, последните две водени от Хераклид (приближен на цар Антиох IV Епифан, за чийто син представя той Александър Балас, за чийто произход всъщност не е известно нищо сигурно). Хераклид, който настоява за подкрепа срещу тогавашния цар Деметрий I Сотер (свалил Антиох V Евпатор, син на Антиох IV Епифан) остава дълго в Рим, опитвайки се с хитрини и злонамереност да повлияе на Сената и в последна сметка успява. Полибий твърди, че: „Нито един от тях не удовлетвори трезвомислещите сенатори, които схванаха хитроумно стъкменото представление, и бяха откровено отвратени от Хераклид, но мнозинството, изкусено от мошеничеството на Хераклид, бе убедено да гласува решение, съдържащо следните условия: „Александър и Лаодика, децата на един цар, който бе наш приятел и съюзник, се явиха пред Сената и се обърнаха към нас. Сенатът им дава правото да се върнат у дома си и да си възвърнат бащината си власт, и се реши да се удовлетвори тяхната молба за помощ.“ Хераклид, възползвайки се от това решение, веднага започна да събира наемници и привлече на своя страна много изтъкнати личности. Като пристигна в Ефес, зае се с подготовка на своето начинание.“
След кратка гражданска война, в която е подкрепян и от римляни, пергамци и евреи, Александър Балас побеждава Деметрий I Сотер и се възцарява в Антиохия („Юдейски древности“, XIII, 2).

## Царуване
При Александър I Балас разпадът на Селевкидското царство, започнат с т.нар. Апамейски мир, се засилва. Той сключва мир с Макавеите и се отказва от военни действия в Юдея, която те се стремят да направят независима от Селевкидите, противопоставяйки се на тяхната политика на елинизация. По негово време в Киликия избухва въстание и през 146 пр.н.е. провинцията се отделя под контрола на местните пирати.

Известен е и като човек, отдаден на разгулен живот. Той се жени за Клеопатра Теа, дъщеря на египетския цар Птолемей VI Филометор (упр. 180 – 145 пр.н.е.). Техен син е Антиох VI Дионисий. Царят зависи напълно от военната подкрепа на тъста си, който скоро я оттегля в полза на друг претендент - Деметрий II Никатор (145 – 139/138 и 129 – 126), син на Деметрий I Сотер. По време на победното сражение с Александър Балас цар Птолемей VI Филометор е тежко ранен в главата и умира 3 дни по-късно, но междувременно вече се е погрижил за окончателното му отстраняване. Отнемат на Александър I Балас, както царството, така и жената, която става съпруга на новия цар Деметрий II Никатор, а него самия прогонват в Арабия, където е убит и обезглавен.